# 曲者（まがいもの）
曲者（まがいもの）は、現在7回公演が決定している2丁拳銃を中心とする芸人による音楽ライブ。
その模様は、ヨシモトファンダンゴTVで放送される。

## 2004年

### 8月27日
- 2丁拳銃
- GB
- SBPF
- 盆地で一位
- アップダウン
- あべこうじ（MC）
- 山本吉貴（MC）
- 原万紀子（MC）

## 2005年

### 3月12日
- 2丁拳銃
- 間慎太郎
- アップダウン
- SBPF
- GB
- 山本吉貴（MC）
- 原万紀子（MC）
- ピース（MC）

### 8月19日（東京）
- 2丁拳銃
- SBPF
- GB
- アップダウン
- 間慎太郎
- jealkb
- GO!GO!7188(シークレットゲスト)
- 山本吉貴(MC)
- あべこうじ(MC)

### 8月26日（大阪）
- 2丁拳銃
- FUJIWARA
- 盆地で一位
- アップダウン
- 後藤秀樹
- 池山心
- GB
- ビッグポルノ
- ジェット機(シークレットゲスト)

## 2006年

### 3月4日
- 2丁拳銃
- 超新塾
- 間慎太郎
- CHARCOAL FILTER
- PONI-CAMP
- GB
- THEイナズマ戦隊
- 山本吉貴（MC）
- あべこうじ（MC）

### 3月5日
- 2丁拳銃
- FUJIWARA
- ロバート
- 盆地で一位
- アップダウン
- SBPF
- ジェット機
- バッドボーイズ
- コンマニセンチ
- 前田ししょう
- Bコース
- 佐久間一行
- ぼんちおさむ（スペシャルゲスト）
- 山本吉貴（MC）
- あべこうじ（MC）

## 2007年

### 2月11日
- 2丁拳銃
- SBPF
- 盆地で一位
- 竹森巧(アップダウン)
- COWCOW
- 品川庄司
- あべこうじ&佐久間一行
- ハリセンボン
- 椿鬼奴
- ジェット機

### 2月12日
- 2丁拳銃
- jealkb
- GB
- 間慎太郎
- FUJIWARA
- ダイノジ
- まちゃまちゃ
- KO-I-NOフェス
- THEイナズマ戦隊
- 平成ノブシコブシ
- ピース

### 4月30日
- 2丁拳銃
- FUJIWARA(MC)
- 陣内智則(MC)
- GB
- 間慎太郎
- 竹森巧(アップダウン)
- 品川庄司
- まちゃまちゃ
- キングコング梶原

※LIVE STAND 07の企画「曲者SP」で開催。